# Ballener
Se llama ballener a una embarcación utilizada en la Edad Media que tenía figura de ballena y cuyos costados eran muy bajos. 
Navegaba a vela o a remo según su tamaño, y generalmente se armaba en tiempo de guerra. 